# 도요우라촌 (지바현 가이조군)
도요우라촌(豊浦村)은 지바현 가이조군에 존재했던 촌이다. 

## 지리
- 현재의 조시시 중심부에 해당한다.
- 마을은 태평양에 면해 있다.
- 마을은 고원과 평지가 뒤섞인 골짜기가 많은 지형이다.

## 역사
- 1889년 4월 1일 - 정촌제 시행에 수반해 가이조군 도요우라촌이 성립하였다.
- 1933년 2월 11일 - 조시정, 모토초시정, 니시초시정과 합병해, 조시시가 성립하여, 동일 도요우라촌은 폐지되었다.

## 인구
| 1891년 | 2,604 |
| 1920년 | 2,652 |

## 참고문헌
- 角川日本地名大辞典編纂委員会『角川日本地名大辞典 12 千葉県』、角川書店、1984年 ISBN 4040011201